# Californiens guvernører
Dette er en liste over guvernører i den amerikanske stat Californien.

## Guvernører
1. Peter Hardeman Burnett (Democratic, 1849 - 1851)
2. John McDougall (Democratic, 1851 - 1852)
3. John Bigler (Democratic, 1852 - 1856)
4. J. Neely Johnson (American, 1856 - 1858)
5. John B. Weller (Democratic, 1858 - 1860)
6. Milton Latham (Lecompton/Democratic, 1860 - 1860)
7. John G. Downey (Lecompton/Democratic, 1860 - 1862)
8. Leland Stanford (Republican, 1862 - 1863)
9. Frederick Low (Unionist/Republican, 1863 - 1867
10. Henry Huntly Haight (Democratic, 1867 - 1871)
11. Newton Booth (Republican, 1871 - 1875)
12. Romualdo Pacheco (Republican, 1875 - 1875)
13. William Irwin (Democratic, 1875 - 1880)
14. George Clement Perkins (Republican, 1880 - 1883)
15. George Stoneman (Democratic, 1883 - 1887)
16. Washington Bartlett (Democratic, 1887 - 1887)
17. Robert Waterman (Republican, 1887 - 1891)
18. Henry Markham (Republican, 1891 - 1895)
19. James Budd (Democratic, 1895 - 1899)
20. Henry Gage (Republican, 1899 - 1903)
21. George Pardee (Republican, 1903 - 1907)
22. James Gillett (Republican, 1907 - 1911)
23. Hiram Johnson (Progressive, 1911 - 1917)
24. William Stephens (Republican, 1917 - 1923)
25. Friend Richardson (Republican, 1923 - 1927)
26. Clement C. Young (Republican, 1927 - 1931)
27. James Rolph Jr. (Republican, 1931 - 1934)
28. Frank Merriam (Republican, 1934 - 1939)
29. Culbert Olson (Democratic, 1939 - 1943)
30. Earl Warren (Republican, 1943 - 1953)
31. Goodwin Jess Knight (Republican, 1953 - 1959)
32. Edmund Gerald "Pat" Brown, Sr. (Democratic, 1959 - 1967)
33. Ronald Reagan (Republican, 1967 - 1975)
34. Edmund Gerald "Jerry" Brown, Jr. (Democratic, 1975 - 1983)
35. George Deukmejian (en) (Republican, 1983 - 1991)
36. Pete Wilson (Republican, 1991 - 1999)
37. Gray Davis (Democratic, 1999 - 2003)
38. Arnold Schwarzenegger (Republican, 2003 - 2011 )
39. Edmund Gerald "Jerry" Brown, Jr. (Democratic, 2011 - 2019 )
40. Gavin Newsom (Democratic, 2019- )